# Schusterhaus (Kochel am See)

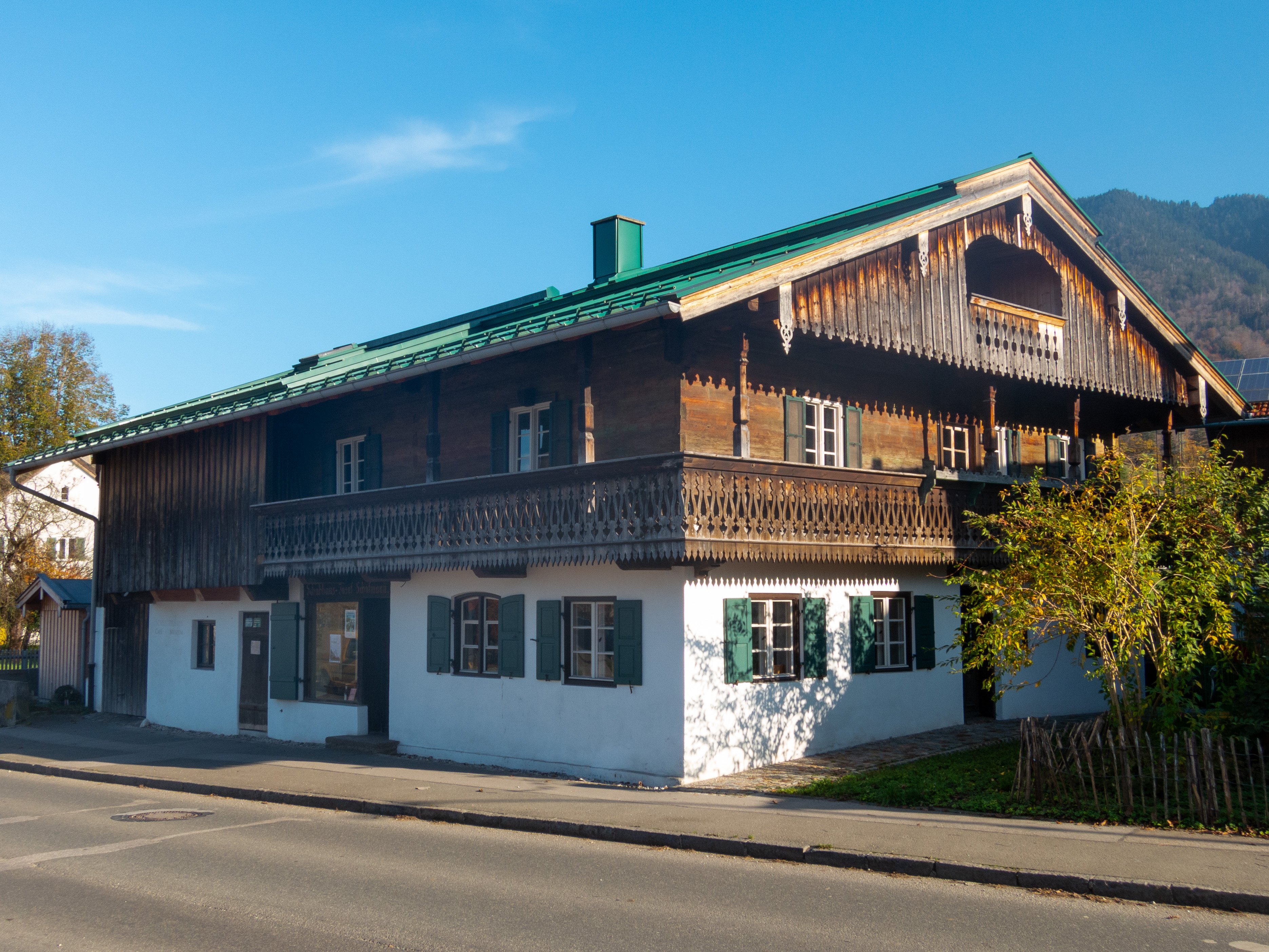
Schusterhaus in Kochel am See, 2024

Das Schusterhaus in Kochel am See, einer Gemeinde im oberbayerischen Landkreis Bad Tölz-Wolfratshausen, ist unter der Nummer D-1-73-133-6 auf der Bayerischen Denkmalliste verzeichnet.
Das in der Bahnhofstraße 12 gelegene Gebäude und seine Innenausstattung sind über einen langen Zeitraum kaum verändert worden und heute ein bemerkenswertes Zeugnis bayerischer Arbeits- und Wohnkultur.
Das Haus wurde 1581 erbaut. Das Untergeschoss des Flachsatteldachbaus aus Bruchsteinmauerwerk stammt noch aus der Bauzeit, das Blockbau-Obergeschoss mit umlaufender Laube und verschalter Giebellaube und das Dach entstanden 1782. 1938 wurde ein kleines Ladengeschäft eingebaut.
Das Haus gehörte ursprünglich dem Kloster Benediktbeuern und wurde von 1647 bis 2010 durchgängig von Schuhmachern bewohnt. Nach dem Tod des letzten Schuhmachers Josef Schöfmann, der kinderlos verstarb, kam das Gebäude 2014 in den Besitz der Gemeinde Kochel am See. Der „Verein für Heimatgeschichte im Zweiseenland Kochel e. V.“ richtete in dem Gebäude ein Heimatmuseum ein, das im Mai 2024 eröffnet wurde.